# 機警號核潛艇
機警號核潛艇（英語：HMS Artful S121），是英國皇家海軍第三艘機敏級核潛艇，亦是第二艘以機警號（Artful）命名的潛艇。1997年3月17日馬可尼電子系統（今英國航太系統）接獲定單，潛艇於英國巴羅弗內斯製造，现已于2016年3月18日服役。